# 樫尾幸雄
樫尾 幸雄（かしお ゆきお、1930年（昭和5年）11月29日 - ）は、日本の実業家。カシオ計算機創業メンバーの「樫尾四兄弟」の一人（末弟）。四兄弟の役割分担では主に生産面を統括し、カシオミニのヒットに貢献。カシオ計算機副社長、特別顧問を歴任した。

## 経歴・人物
東京都出身。東京都立第四商業学校を経て、1949年に日本大学専門部機械科を卒業。1957年、カシオ計算機兄弟とともに創業メンバーとなる。
カシオ計算機では、カシオの名を広めた世界初の個人向け電卓であるカシオミニの生産、デジタル式腕時計のG-SHOCKやデジタルカメラを一般化させたQV-10の生産にも関与し、カシオ計算機を世界的メーカーに育て上げる一翼を担った。社内では、取締役、専務、常務、副社長、特別顧問を歴任した。また、環境問題にも造詣が深く、環境先進企業としての取り組みも指揮した。科学技術庁長官賞「科学技術功労者」を受賞した経験もある
著書に「電卓四兄弟」がある。2002年から2004年までビジネス機械・情報システム産業協会会長を務めた。
2016年には、読売新聞の求めに応じて、樫尾四兄弟の歩み、カシオ計算機の歩みをオーラル・ヒストリー形式で語り、「時代の証言者」の一環として連載された。

## 親族
カシオ計算機設立時の社長である樫尾茂(1898〜1986)は父で、樫尾忠雄、樫尾俊雄、樫尾和雄は兄弟である。
2015年よりカシオ計算機社長を務める樫尾和宏、公益財団法人カシオ科学財団評議員長やカシオ計算機取締役専務執行役員を歴任した樫尾彰、カシオ科学振興財団理事長やカシオ計算機執行役員、上席執行役員法務・知的財産統括部長、コーポレートコミュニケーション統括部長、営業本部国内営業統括部副統括部長などを務めた樫尾隆司はおいにあたる。カシオテクノ取締役や公益財団法人カシオ科学財団評議員、カシオ計算機執行役員、上席執行役員CS本部長を務めた樫尾哲雄は息子。

## 栄典
- 2005年4月 旭日小綬章受章[6]